# Giusi Quarenghi
Maria Giuseppina Quarenghi, detta Giusi (Sottochiesa, 10 ottobre 1951), è una scrittrice italiana specializzata in libri per l'infanzia, vincitrice nel 2006 del Premio Andersen.

## Biografia
Giusi Quarenghi, nata e cresciuta nel piccolo paese di montagna di Sottochiesa, nel bergamasco, vive oggi nel capoluogo. Dopo la laurea ha iniziato ad occuparsi di cinema, cartoni animati, fumetti, pubblicità e televisione scrivendo molti libri per bambini e ragazzi.
Il suo esordio risale al 1982 con Ahi, che male, per le Edizioni EL; sono seguiti Le memorie di un bibliotecario insonne, edito dalla Editrice Bibliografica (1988), Il librocasa, Il librorazzo, Il cannocchiale, pubblicate dalla Casa editrice La Coccinella (1989), La camera oscura, Il libro albero, Il libro torre e il Segnalibro ... o bibliosogno? (1990), sempre da La Coccinella.
Nel 1992 Quarenghi inizia a pubblicare per la casa editrice Franco Cosimo Panini Editore: Anch'io ho un cane (1992), Sete di vampiro (1993), L'undicesima notte (1995).
Per la collana della Giunti "Under 14" pubblica nel 1995 Strega come me. A darle maggiore notorietà è Un corpo di donna, pubblicato da "Gaia Junior" Mondadori nel 1997 che affronta, uno tra i primi romanzi su questo argomento pubblicati in Italia, il tema dell'anoressia nervosa.
Con la Franco Cosimo Panini Editore pubblica nel 1998 due libri umoristici - Alice luna felice e Due lune a colori - ottenendo buone vendite, così come con Piccole mani, piccole zampe pubblicato nel 1999 nella collana Sassolini della Mondadori.
Ma è con il feuilleton Ragazze per sempre , pubblicato sempre nel 1999 nella collana "Gaia Junior" di Mondadori, che Quarenghi ottiene, tra il pubblico di giovani lettori, il suo maggiore successo.
Nel 2002 vince il Premio Nazionale Alghero Donna di Letteratura e Giornalismo, sezione poesia, con la silloge poetica Nota di passaggio (Book editore). Nel 2006 vince invece il Premio Andersen di Sestri Levante per il libro Il mio Pinocchio.